# Zwitsers voetbalelftal in 2005
Het Zwitsers voetbalelftal speelde elf officiële interlands in het jaar 2005, waaronder negen duels in de kwalificatiereeks voor het WK voetbal 2006 in Duitsland. Bondscoach was Köbi Kuhn, die aantrad in 2001. Op de in 1993 geïntroduceerde FIFA-wereldranglijst steeg Zwitserland in 2005 van de 51ste (januari 2005) naar de 35ste plaats (december 2005).
Zwitserland plaatste zich voor de WK-eindronde door een 2-0 thuisoverwinning op Turkije. Direct na afloop van de returnwedstrijd (4-2 voor Turkije), die onder leiding stond van de Belgische leidsman Frank De Bleeckere, braken ongeregeldheden uit, zowel aan de rand van het veld als in de spelerstunnel. De Zwitserse reservespeler Stéphane Grichting belandde in het ziekenhuis. De Turkse assistent-coach Mehmet Ozdilek nam ontslag nadat tv-beelden zijn aandeel in de vechtpartijen hadden aangetoond. De FIFA kondigde een onderzoek aan naar de vechtpartij De Turken bleken slechte verliezers en deelden na afloop in en rond de spelerstunnel rake klappen uit. Voor straf moest Turkije de eerstvolgende drie kwalificatieduels op neutraal terrein en zonder publiek spelen
De Turkse voetbalbond en de spelers Emre Belözoğlu (Turkije) en Benjamin Huggel (Zwitserland) tekenden met succes beroep aan tegen de straffen die de FIFA aan hen oplegde naar aanleiding van de ongeregeldheden. Turkije hoefde nog slechts drie in plaats van zes thuiswedstrijden achter gesloten deuren en op neutraal terrein af te werken. De schorsingen van Emre en Huggel werden teruggebracht van zes naar vier wedstrijden. De straffen van de Turkse internationals Alpay Özalan (zes duels) en Serkan Balcı (twee duels) bleven wel gehandhaafd

## Balans
| Wedstrijden | Wedstrijden | Wedstrijden | Wedstrijden | Doelpunten | Doelpunten | Doelpunten | Punten |
| Gespeeld    | Winst       | Gelijk      | Verlies     | Voor       | Tegen      | Saldo      | Punten |
| ----------- | ----------- | ----------- | ----------- | ---------- | ---------- | ---------- | ------ |
| 11          | 6           | 4           | 1           | 17         | 9          | +8         | 1.455  |

## Interlands
|                                                                 |                  |       |                                    |                                                                                                |
| 9 februari Vriendschappelijk № 644 «onderlinge duels» 18:00 uur | VA Emiraten      | 1 – 2 | Zwitserland                        | Maktoum bin Rashid Stadion, Dubai Toeschouwers: 1.200 Scheidsrechter: Abdullah Al-Hilali (OMA) |
| 9 februari Vriendschappelijk № 644 «onderlinge duels» 18:00 uur | Ismail Matar 20' |       | 9' Daniel Gygax 79' Patrick Müller | Maktoum bin Rashid Stadion, Dubai Toeschouwers: 1.200 Scheidsrechter: Abdullah Al-Hilali (OMA) |

|                                                             |           |       |             |                                                                                      |
| 26 maart WK-kwalificatie № 645 «onderlinge duels» 21:00 uur | Frankrijk | 0 – 0 | Zwitserland | Stade de France, Parijs Toeschouwers: 79.373 Scheidsrechter: Massimo De Santis (ITA) |
| 26 maart WK-kwalificatie № 645 «onderlinge duels» 21:00 uur |           |       |             | Stade de France, Parijs Toeschouwers: 79.373 Scheidsrechter: Massimo De Santis (ITA) |

|                                                             |                    |       |        |                                                                           |
| 30 maart WK-kwalificatie № 646 «onderlinge duels» 20:30 uur | Zwitserland        | 1 – 0 | Cyprus | Hardturm, Zürich Toeschouwers: 16.066 Scheidsrechter: Stuart Dougal (SCO) |
| 30 maart WK-kwalificatie № 646 «onderlinge duels» 20:30 uur | Alexander Frei 88' |       |        | Hardturm, Zürich Toeschouwers: 16.066 Scheidsrechter: Stuart Dougal (SCO) |

|                                                           |                    |       |                                                         |                                                                              |
| 4 juni WK-kwalificatie № 647 «onderlinge duels» 17:30 uur | Faeröer            | 1 – 3 | Zwitserland                                             | Svangaskarð, Toftir Toeschouwers: 2.047 Scheidsrechter: Serge Gumienny (BEL) |
| 4 juni WK-kwalificatie № 647 «onderlinge duels» 17:30 uur | Rógvi Jacobsen 70' |       | 25' Raphael Wicky 78' Alexander Frei 84' Alexander Frei | Svangaskarð, Toftir Toeschouwers: 2.047 Scheidsrechter: Serge Gumienny (BEL) |

|                                                                  |           |                                               |             |                                                                                      |
| 17 augustus Vriendschappelijk № 648 «onderlinge duels» 19:00 uur | Noorwegen | 0 – 2                                         | Zwitserland | Ullevaal Stadion, Oslo Toeschouwers: 19.623 Scheidsrechter: Nicolai Vollquartz (DEN) |
| 17 augustus Vriendschappelijk № 648 «onderlinge duels» 19:00 uur |           | 50' Alexander Frei 59' (e.d.) André Bergdølmo |             | Ullevaal Stadion, Oslo Toeschouwers: 19.623 Scheidsrechter: Nicolai Vollquartz (DEN) |

|                                                                |                   |       |                  |                                                                                  |
| 3 september WK-kwalificatie № 649 «onderlinge duels» 17:30 uur | Zwitserland       | 1 – 1 | Israël           | St. Jakob-Park, Basel Toeschouwers: 30.500 Scheidsrechter: Roberto Rosetti (ITA) |
| 3 september WK-kwalificatie № 649 «onderlinge duels» 17:30 uur | Alexander Frei 5' |       | 20' Adoram Keisi | St. Jakob-Park, Basel Toeschouwers: 30.500 Scheidsrechter: Roberto Rosetti (ITA) |

|                                                                |                          |       |                                                           |                                                                               |
| 7 september WK-kwalificatie № 650 «onderlinge duels» 20:15 uur | Cyprus                   | 1 – 3 | Zwitserland                                               | GSP Stadion, Nicosia Toeschouwers: 2.561 Scheidsrechter: Nikolay Ivanov (RUS) |
| 7 september WK-kwalificatie № 650 «onderlinge duels» 20:15 uur | Eustathios Aloneftis 35' |       | 15' Alexander Frei 69' Philippe Senderos 84' Daniel Gygax | GSP Stadion, Nicosia Toeschouwers: 2.561 Scheidsrechter: Nikolay Ivanov (RUS) |

|                                                              |                    |       |                   |                                                                               |
| 8 oktober WK-kwalificatie № 651 «onderlinge duels» 20:45 uur | Zwitserland        | 1 – 1 | Frankrijk         | Wankdorf Stadion, Bern Toeschouwers: 31.400 Scheidsrechter: Terje Hauge (NOR) |
| 8 oktober WK-kwalificatie № 651 «onderlinge duels» 20:45 uur | Ludovic Magnin 80' |       | 53' Djibril Cissé | Wankdorf Stadion, Bern Toeschouwers: 31.400 Scheidsrechter: Terje Hauge (NOR) |

|                                                               |         |       |             |                                                                               |
| 12 oktober WK-kwalificatie № 652 «onderlinge duels» 19:45 uur | Ierland | 0 – 0 | Zwitserland | Lansdowne Road, Dublin Toeschouwers: 35.944 Scheidsrechter: Markus Merk (GER) |
| 12 oktober WK-kwalificatie № 652 «onderlinge duels» 19:45 uur |         |       |             | Lansdowne Road, Dublin Toeschouwers: 35.944 Scheidsrechter: Markus Merk (GER) |

|                                                                          |                                         |       |         |                                                                                |
| 12 november WK-kwalificatie Play-offs № 653 «onderlinge duels» 20:45 uur | Zwitserland                             | 2 – 0 | Turkije | Wankdorf Stadion, Bern Toeschouwers: 31.130 Scheidsrechter: Ľuboš Micheľ (SVK) |
| 12 november WK-kwalificatie Play-offs № 653 «onderlinge duels» 20:45 uur | Philippe Senderos 41' Valon Behrami 86' |       |         | Wankdorf Stadion, Bern Toeschouwers: 31.130 Scheidsrechter: Ľuboš Micheľ (SVK) |

|                                                                          |                                                                           |       |                                             |                                                                                                   |
| 16 november WK-kwalificatie Play-offs № 654 «onderlinge duels» 20:15 uur | Turkije                                                                   | 4 – 2 | Zwitserland                                 | Şükrü Saracoğlu Stadyumu, Istanboel Toeschouwers: 42.000 Scheidsrechter: Frank De Bleeckere (BEL) |
| 16 november WK-kwalificatie Play-offs № 654 «onderlinge duels» 20:15 uur | Tuncay Şanlı 24' Tuncay Şanlı 37' Necati Ateş 81' (pen.) Tuncay Şanlı 88' |       | 2' (pen.) Alexander Frei 84' Marco Streller | Şükrü Saracoğlu Stadyumu, Istanboel Toeschouwers: 42.000 Scheidsrechter: Frank De Bleeckere (BEL) |

## FIFA-wereldranglijst
| JAN | FEB | MAR | APR | MEI | JUN | JUL | AUG | SEP | OKT | NOV | DEC |
| --- | --- | --- | --- | --- | --- | --- | --- | --- | --- | --- | --- |
| 51  | 49  | 49  | 45  | 45  | 42  | 42  | 42  | 38  | 38  | 36  | 35  |

## Statistieken
| Pascal Zuberbühler  | 1971-01-08 | FC Basel            | 11 | 0 | 0 | 36 | 0  |
| Verdediging         |            |                     |    |   |   |    |    |
| Patrick Müller      | 1976-12-17 | Olympique Lyon      | 11 | 0 | 1 | 62 | 3  |
| Philipp Degen       | 1983-02-15 | Borussia Dortmund   | 10 | 1 | 0 | 11 | 0  |
| Philippe Senderos   | 1985-02-14 | Arsenal             | 9  | 0 | 2 |    |    |
| Ludovic Magnin      | 1979-04-20 | VfB Stuttgart       | 7  | 2 | 1 |    |    |
| Christoph Spycher   | 1978-03-30 | Eintracht Frankfurt | 5  | 2 | 0 |    |    |
| Reto Ziegler        | 1986-01-16 | Wigan Athletic      | 2  | 1 | 0 |    |    |
| Stéphane Henchoz    | 1974-09-07 | Wigan Athletic      | 1  | 1 | 0 | 72 | 0  |
| Bernt Haas          | 1978-04-08 | SC Bastia           | 1  | 0 | 0 | 36 | 3  |
| Alain Rochat        | 1983-02-01 | Stade Rennais       | 1  | 0 | 0 | 1  | 0  |
| Stéphane Grichting  | 1979-03-30 | AJ Auxerre          | 0  | 1 | 0 | 2  | 0  |
| Boris Smiljanić     | 1976-09-28 | FC Basel            | 0  | 1 | 0 | 2  | 0  |
| Middenveld          |            |                     |    |   |   |    |    |
| Johann Vogel        | 1977-03-08 | AC Milan            | 11 | 0 | 0 |    |    |
| Ricardo Cabanas     | 1979-01-17 | 1. FC Köln          | 8  | 1 | 0 |    |    |
| Tranquillo Barnetta | 1985-05-22 | Bayer 04 Leverkusen | 8  | 0 | 0 |    |    |
| Raphaël Wicky       | 1977-04-26 | Hamburger SV        | 5  | 0 | 1 |    |    |
| Hakan Yakın         | 1977-02-22 | BSC Young Boys      | 2  | 3 | 0 |    |    |
| Johann Lonfat       | 1973-09-11 | FC Sochaux          | 2  | 2 | 0 | 24 | 1  |
| Benjamin Huggel     | 1977-07-07 | Eintracht Frankfurt | 0  | 4 | 0 |    |    |
| Valon Behrami       | 1985-04-19 | Lazio Roma          | 0  | 3 | 1 |    |    |
| Xavier Margairaz    | 1984-01-07 | FC Zürich           | 0  | 1 | 0 | 1  | 0  |
| Aanval              |            |                     |    |   |   |    |    |
| Alexander Frei      | 1979-07-15 | Stade Rennais       | 11 | 0 | 7 | 42 | 23 |
| Daniel Gygax        | 1981-08-28 | Lille OSC           | 8  | 3 | 2 |    |    |
| Johan Vonlanthen    | 1986-02-01 | NAC Breda           | 6  | 3 | 0 |    |    |
| Marco Streller      | 1981-06-18 | 1. FC Köln          | 2  | 2 | 1 |    |    |
| Mauro Lustrinelli   | 1976-02-26 | Sparta Praag        | 0  | 4 | 0 | 4  | 0  |
| Alexandre Rey       | 1972-09-22 | Neuchâtel Xamax     | 0  | 1 | 0 | 18 | 5  |